# Futbol a Panamà
El futbol a Panamà és organitzat per la Federación Panameña de Fútbol (FEPAFUT). Administra la selecció de futbol de Panamà i la lliga panamenya de futbol (ANAPROF). El futbol és el segon esport més popular al país per darrere del beisbol.

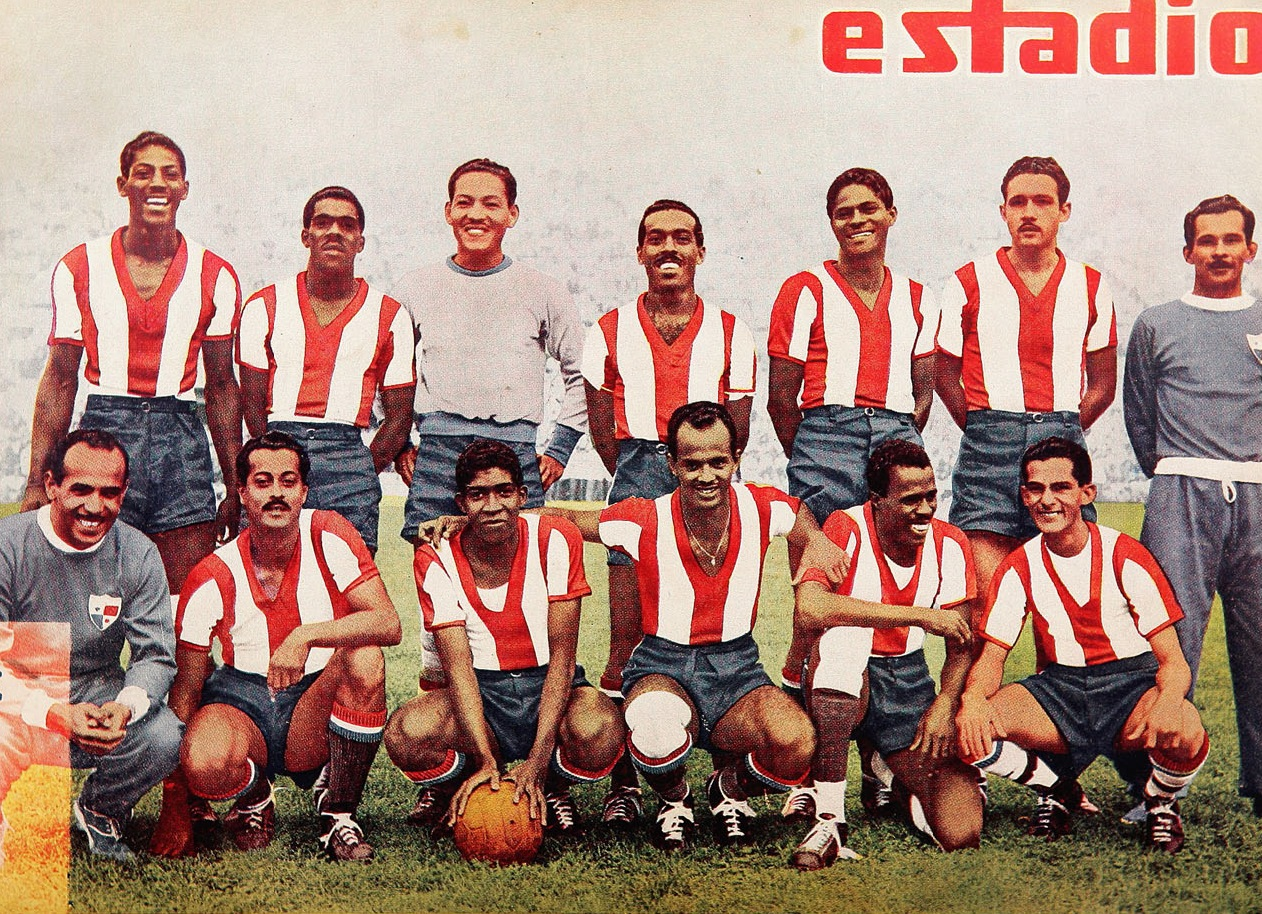
Selecció de Panamà el 1952.

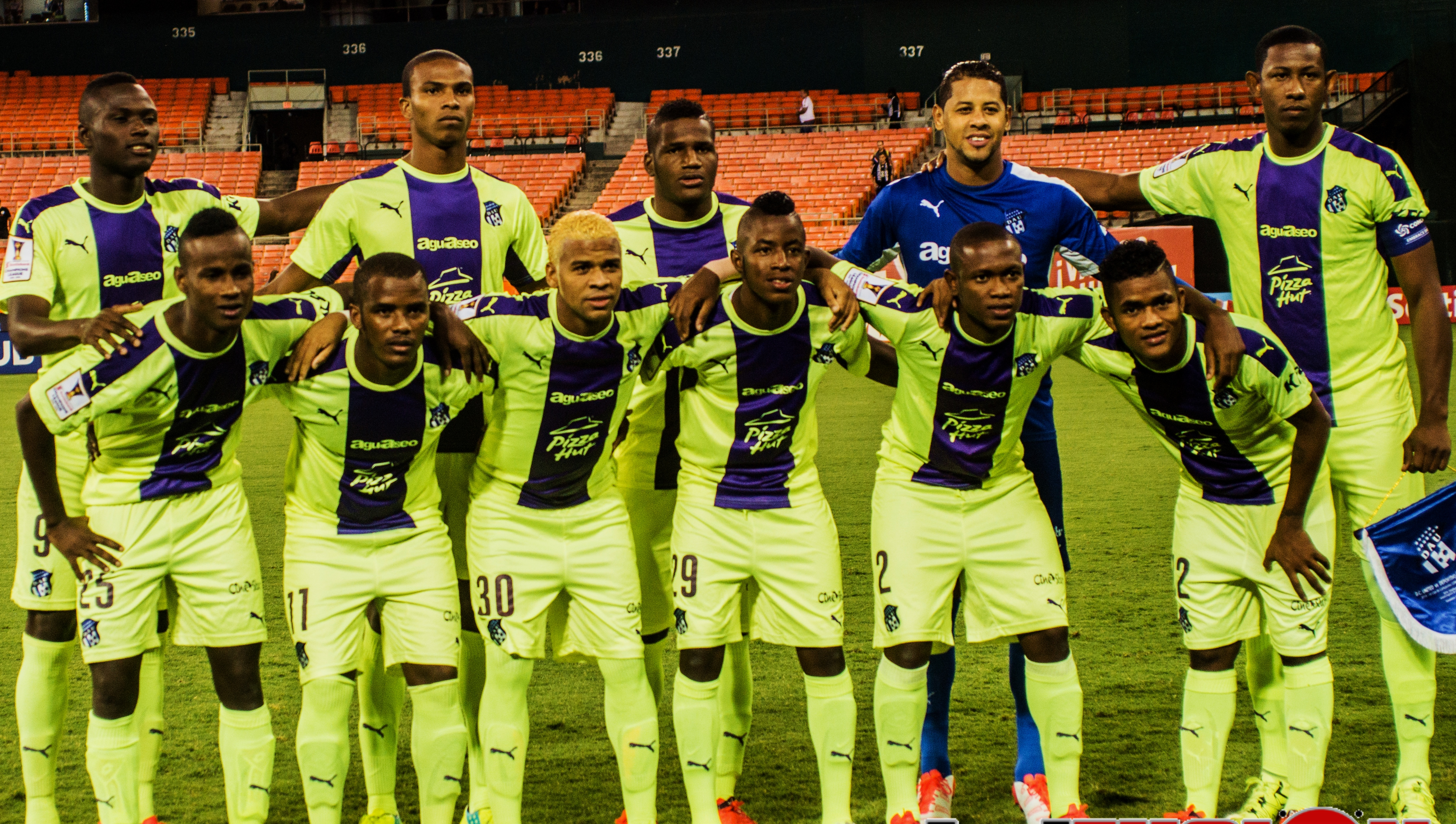
Deportivo Arabe Unido el 2015.

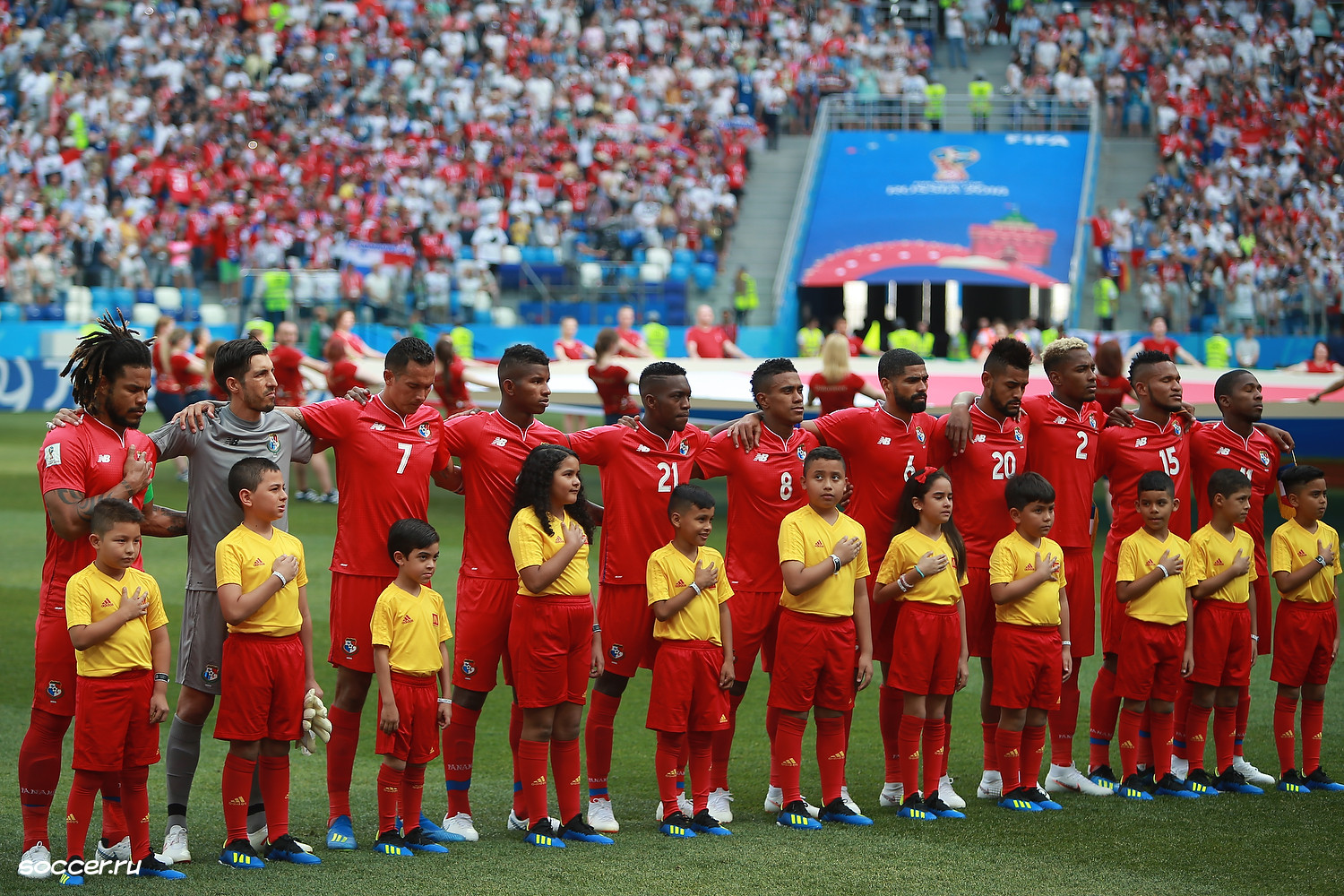
Selecció de Panamà al Mundial 2018.

## Història
La primera lliga organitzada al Panamà fou la Lliga Isthmian, creada el 1921 amb Standard Oval com a campió. El 1925 es creà la Liga Nacional de Football (que cobria els equips de la capital, Ciutat de Panamà) amb Panamá Hardware com a campió. El 1933 es creà la Lliga Atlàntica, amb la base a la ciutat de Colón. Ambdues lligues es fusionaren el 1937, creant la primera lliga estatal. L'any 1988 es creà la lliga professional de futbol del Panamà.
La selecció panamenya sempre ha estat de segon nivell dins la regió. Els seus majors èxits arribaren a la dècada de 2010, on fou diversos cops finalista de la CONCACAF Gold Cup i assolint la classificació per a la Copa del Món de futbol de 2018.

## Competicions
- Lligues:
  - Lliga panamenya de futbol (primera divisió)
  - Liga Nacional de Ascenso (segona divisió)
  - Copa Rommel Fernández (tercera divisió)
  - Lligues regionals panamenyes (quarta divisió)
  - Lliga LINFUNA de Panamà (desapareguda)

- Copes:
  - Copa Panamà

## Principals clubs

D'esquerra a dreta: CD Árabe Unido, San Francisco FC, CD Plaza Amador i Tauro FC, anomenats els quatre grans.

Principals clubs per palmarès.
- CD Árabe Unido
- Tauro FC
- San Francisco FC
- CD Plaza Amador
- Chorrillo FC
- AFC Euro Kickers
- Sporting San Miguelito
- CA Independiente de La Chorrera
- Panamá Viejo FC
- Alianza FC

## Jugadors destacats
Fonts:
Des de 1960
- Luis Ernesto Tapia
- Roberto Tyrrel

Des de 1970
- Edilberto Aguirre
- Héctor Ávila

Des de 1980
- Armando Dely Valdés
- Rommel Fernández
- Jesús González

Des de 1990
- Javier Castro
- Franklin Delgado
- Jorge Dely Valdés

Des de 2000
- Felipe Baloy
- Alberto Blanco
- Julio César Dely Valdés
- Gabriel Enrique Gómez
- Amílcar Henríquez
- Luis Moreno
- Blas Pérez
- Ricardo Phillips
- José Anthony Torres

Des de 2010
- Armando Cooper
- Aníbal Godoy
- Luis Henríquez
- Jaime Penedo
- Alberto Quintero
- Luis Tejada
- Román Torres

## Principals estadis

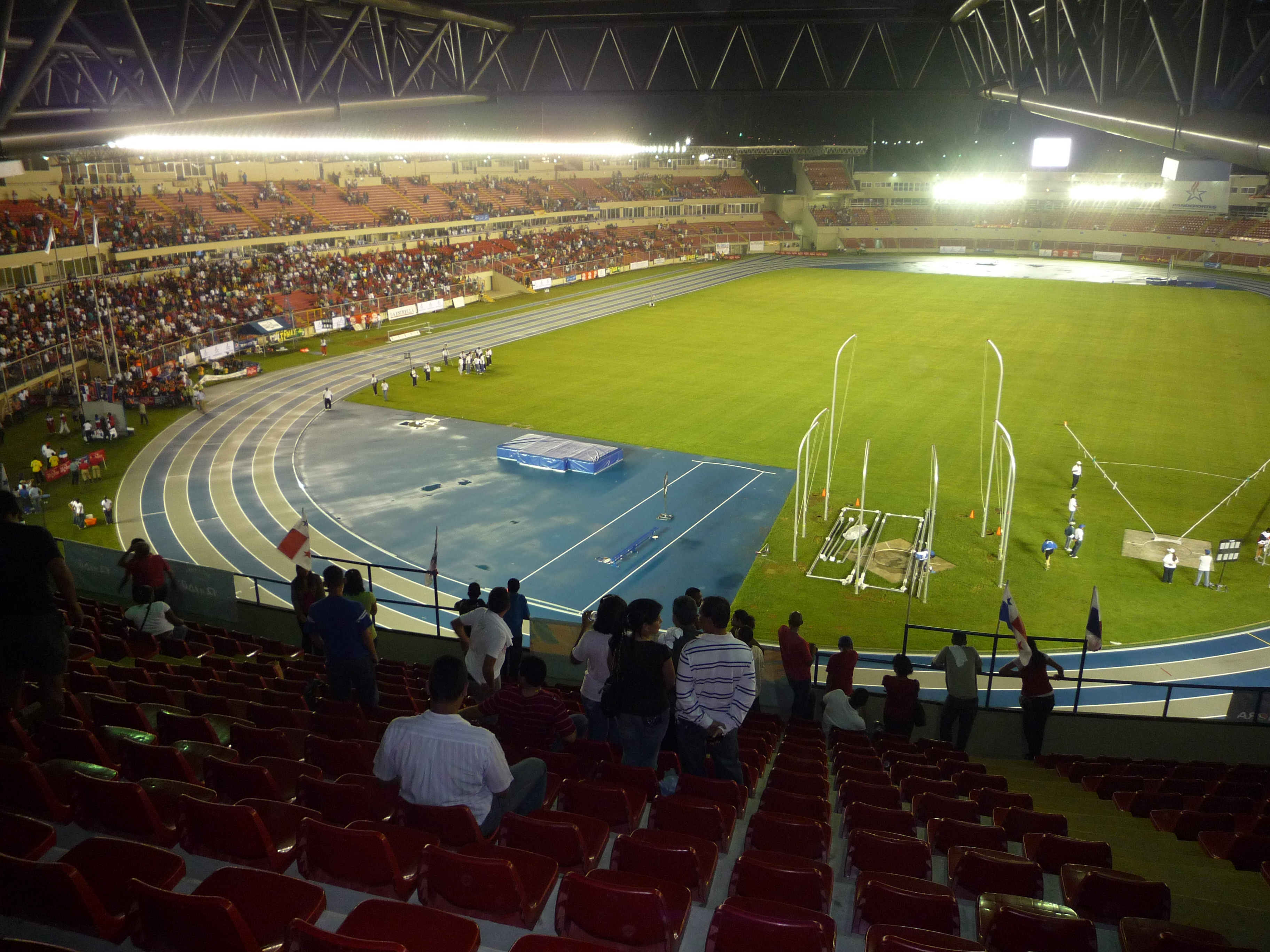
Estadi Rommel Fernández.

| # | Estadi                     | Seu              | Capacitat |
| - | -------------------------- | ---------------- | --------- |
| 1 | Estadi Rommel Fernández    | Ciutat de Panamà | 32.000    |
| 2 | Estadi Maracaná (Panamà)   | Ciutat de Panamà | 5.500     |
| 3 | Estadi Armando Dely Valdés | Colón            | 4.000     |
| 4 | Estadi Agustín Sánchez     | La Chorrera      | 3.040     |